# Čachotín
Čachotín är en ort i Tjeckien.   Den ligger i regionen Vysočina, i den centrala delen av landet, 100 km sydost om huvudstaden Prag. Čachotín ligger 572 meter över havet och antalet invånare är 175.
Terrängen runt Čachotín är huvudsakligen platt. Čachotín ligger uppe på en höjd. Runt Čachotín är det ganska tätbefolkat, med 104 invånare per kvadratkilometer. Närmaste större samhälle är Chotěboř, 5,3 km nordost om Čachotín. I omgivningarna runt Čachotín växer i huvudsak blandskog.